# Spondylurus anegadae
Spondylurus anegadae es una especie de escamosos de la familia Scincidae.

## Distribución geográfica
Es endémica de Anegada, en las islas Vírgenes Británicas.

## Estado de conservación
Se encuentra amenazada por la pérdida de su hábitat natural.